# Representações culturais de Ana da Grã-Bretanha

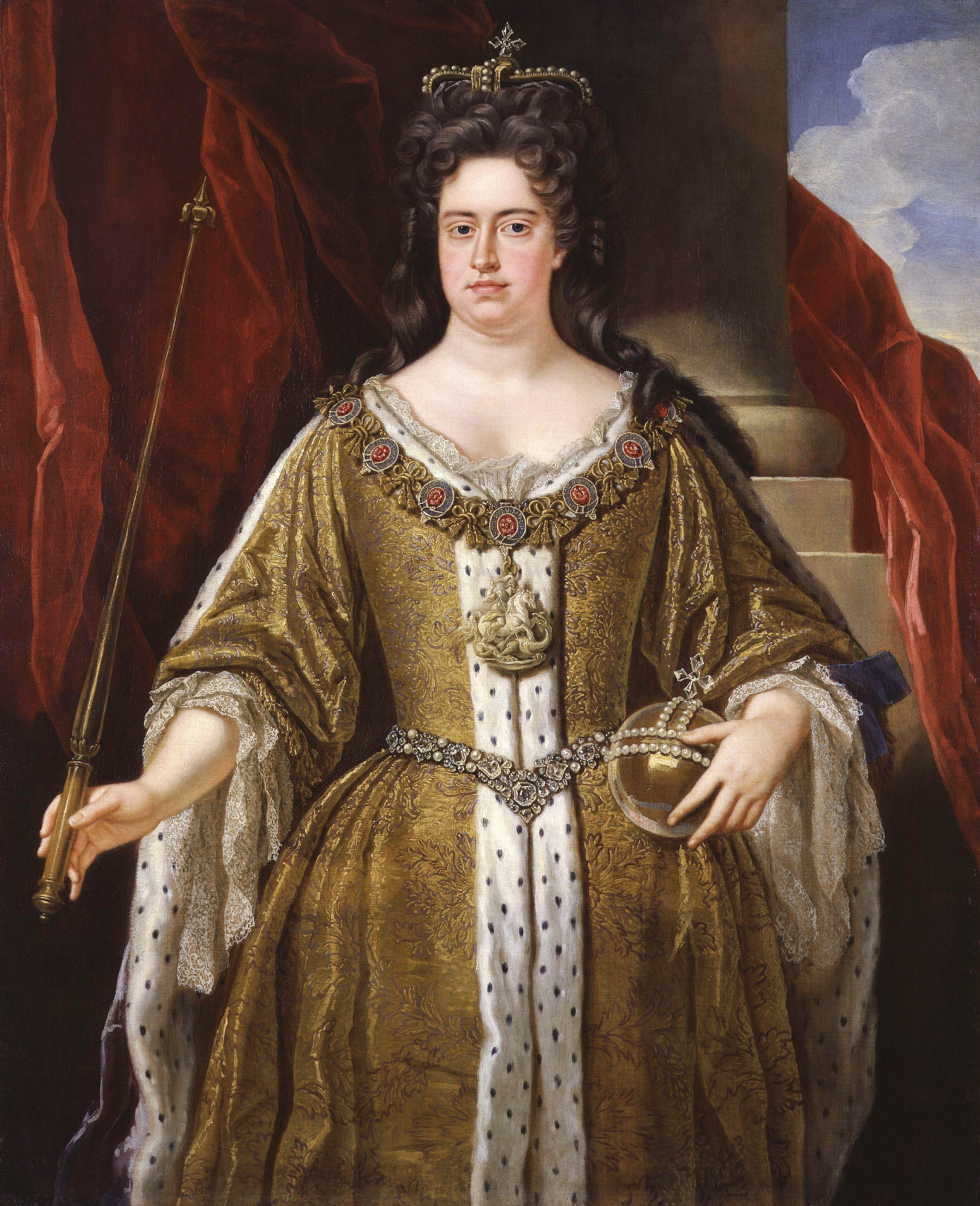
Ana da Grã-Bretanha

Ana da Grã-Bretanha, rainha de 1702 até sua morte em 1714, já foi representada na cultura popular de várias maneiras.
Ela foi interpretada por Margaret Tyzack em 1969 na série de televisão da BBC The First Churchills. Elizabeth Spriggs a retratou em 2004 no documentário dramático da BBC Wren: The Man Who Built Britain. Na comédia de 1984, Yellowbeard, ela foi interpretada por Peter Bull (em seu último papel no cinema) como uma mulher gorda e senil, dominada por Sarah Churchill.
A peça Queen Anne, escrita pelo dramaturgo Helen Edmundson, dramatiza a relação entre Ana e a Duquesa de Marlborough, bem como as questões de política e sucessão da corte de Anne. Foi produzida pela Royal Shakespeare Company e apresentada no Swan Theatre, em Stratford-upon-Avon, entre novembro de 2015 e janeiro de 2016, antes de estrear no Theatre Royal, em Haymarket, Londres, entre os meses de junho e setembro de 2017.
Em 2018, Ana foi interpretada pela atriz Olivia Colman no filme The Favourite, de Yorgos Lanthimos, que se centra na competição pelo afeto da rainha entre a Sarah Churchill, Duquesa de Marlborough e Abigail Masham, Baronesa Masham. Por sua interpretação da monarca, Colman conquistou o Oscar de Melhor Atriz.